# Thoirette-Coisia
Thoirette-Coisia es una comuna francesa situada en el departamento de Jura, de la región de Borgoña-Franco Condado.

## Historia
Fue creada el 1 de enero de 2017, en aplicación de una resolución del prefecto de Jura del 19 de diciembre de 2016 con la unión de las comunas de Coisia y Thoirette, pasando a estar el ayuntamiento en la antigua comuna de Thoirette.

## Demografía
| Gráfica de evolución demográfica de Thoirette-Coisia entre 1800 y 2018 |
|                                                                        |

Los datos entre 1800 y 2013 son el resultado de sumar los parciales de las dos comunas que forman la nueva comuna de Thoirette-Coisia, cuyos datos se han cogido de 1800 a 1999, para las comunas de Coisia y Thoirette de la página francesa EHESS/Cassini. Los demás datos se han cogido de la página del INSEE.

## Composición
| Comuna delegada | Código INSEE | Población (2014) | Superficie (km²) | Densidad (hab./km²) |
| --------------- | ------------ | ---------------- | ---------------- | ------------------- |
| Coisia          | 39158        | 189              | 6.73             | 28                  |
| Thoirette       | 39530        | 684              | 8.77             | 78                  |